# ألان كادوجان
ألان كادوجان (بالإنجليزية: Alan Cadogan)‏ هو لاعب كرة القدم الغالية أيرلندي، ولد في 17 مايو 1993 في دوغلاس ‏ في جمهورية أيرلندا.